# Mäntylampi
Mäntylampi är en sjö i kommunen Joensuu i landskapet Norra Karelen i Finland. Sjön ligger 103,9 meter över havet. Den är 11,9 meter djup. Arean är 97 hektar och strandlinjen är 10,89 kilometer lång. Sjön  ingår i Vuoksens huvudavrinningsområde.   Den ligger omkring 31 kilometer nordöst om Joensuu och omkring 400 kilometer nordöst om Helsingfors. 